# Synagris stuhlmanni
Synagris stuhlmanni är en stekelart som beskrevs av Hermann Stadelmann 1897.
Synagris stuhlmanni ingår i släktet Synagris och familjen Eumenidae. Inga underarter finns listade i Catalogue of Life.